# Basebol em Portugal
O basebol em Portugal é gerido pela Federação Portuguesa de Basebol e Softbol.

## História
O basebol começou a ganhar expressão em Portugal a partir de finais dos anos oitenta do século XX. A sua introdução deveu-se a influências estadunidenses, à prática deste desporto por ex-emigrantes portugueses na Venezuela e a experiências escolares de diversificação dos padrões lúdico-desportivos.
No dia 27 de junho de 1993 foi realizado o primeiro Encontro Nacional de Basebol e Softbol.
Em 1996 é constituída juridicamente a Federação Portuguesa de Basebol e Softbol, que desde então desenvolveu todo um esforço organizativo para incrementar este desporto em Portugal. Passados dois anos, as equipas da Académica de Coimbra e do Tigres de Loulé participaram, pela primeira vez, nas competições europeias de clubes.
Em 2003, o Ministério da Educação integrou o basebol no Programa Nacional de Educação Física.
O primeiro campo oficial de basebol em Portugal foi inaugurado a 22 de Julho de 2006, em Abrantes.

### Equipas a jogar em Portugal

#### Basebol
Associação Académica de Coimbra
C. D. Feirense - Basebol
Capitals Basebol Clube
Estrela S.A. Basebol - Black Diamonds
Highlanders Baseball
Inter Baseball
Loulé Ravens
Piratas de Aveiro Baseball
Raptors
Riverside Angels
Villas Vikings
White Sharks Almada Baseball Club
Rivers de Estarreja BBC

#### Softball feminino
Associação Académica de Coimbra
Crushers Softball

## Palmarés
Eis a lista dos vencedores das principais competições nacionais de basebol disputadas em Portugal: 

Circuito Nacional de Basebol
| Ano  | Campeão                    | Finalista                  |
| ---- | -------------------------- | -------------------------- |
| 2023 | C.D.Feirense               | Piratas Da Ria             |
| 2022 | Loulé Ravens               | Piratas da Ria de Aveiro   |
| 2021 | Piratas da Ria de Aveiro   | Loulé Ravens               |
| 2020 | Prova Cancelada (Covid-19) | Prova Cancelada (Covid-19) |
| 2019 | CD Feirense                | Capitals                   |
| 2018 | Piratas da Ria de Aveiro   | White Sharks Almada BC     |
| 2017 | White Sharks Almada BC     | CD Feirense                |

Campeonato Nacional de Basebol
(Prova organizada pela Federação Portuguesa de Basebol e Softbol de 1996 a 2013)
| Ano  | Campeão                | Finalista              |
| ---- | ---------------------- | ---------------------- |
| 2013 | White Sharks Almada BC | Bravos CSLV Feira      |
| 2012 | White Sharks Almada BC | Bravos CSLV Feira      |
| 2011 | White Sharks Almada BC | AA Coimbra             |
| 2010 | AA Coimbra             | White Sharks Almada BC |
| 2009 | Prova Não Disputada    | Prova Não Disputada    |
| 2008 | White Sharks Almada BC | AA Coimbra             |
| 2007 | NB Universidade Aveiro | White Sharks Almada BC |
| 2006 | BC Tigres de Loulé     | AA Coimbra             |
| 2005 | BC Tigres de Loulé     | AA Coimbra             |
| 2004 | AA Coimbra             | NB Universidade Aveiro |
| 2003 | BC Tigres de Loulé     | AA Coimbra             |
| 2002 | BC Tigres de Loulé     | AA Coimbra             |
| 2001 | BC Tigres de Loulé     | Peloteros Azeméis BBC  |
| 2000 | AA Coimbra             | BC Tigres de Loulé     |
| 1999 | AA Coimbra             | BC Tigres de Loulé     |
| 1998 | BC Tigres de Loulé     | AA Coimbra             |
| 1997 | AA Coimbra             | Peloteros Azeméis BBC  |

Circuito Nacional de Basebol
| Ano  | Campeão               | Finalista             |
| ---- | --------------------- | --------------------- |
| 1996 | AA Coimbra            | Peloteros Azeméis BBC |
| 1995 | Peloteros Azeméis BBC | BC Tigres de Loulé    |
| 1994 | Peloteros Azeméis BBC | Caciques BC Espinho   |

Campeonato Nacional de Softbol Feminino
| Ano  | Campeão                 | Finalista              |
| ---- | ----------------------- | ---------------------- |
| 2023 |                         |                        |
| 2022 | Capitals                | White Sharks Almada BC |
| 2021 | Prova Não Disputada     | Prova Não Disputada    |
| 2020 | Prova Não Disputada     | Prova Não Disputada    |
| 2019 | Prova Não Disputada     | Prova Não Disputada    |
| 2018 | Prova Não Disputada     | Prova Não Disputada    |
| 2017 | Prova Não Disputada     | Prova Não Disputada    |
| 2016 | Prova Não Disputada     | Prova Não Disputada    |
| 2015 | Prova Não Disputada     | Prova Não Disputada    |
| 2014 | Prova Não Disputada     | Prova Não Disputada    |
| 2013 | Prova Não Disputada     | Prova Não Disputada    |
| 2012 | Prova Não Disputada     | Prova Não Disputada    |
| 2011 | Crushers                | White Sharks Almada BC |
| 2010 | Prova Não Disputada     | Prova Não Disputada    |
| 2009 | Prova Não Disputada     | Prova Não Disputada    |
| 2008 | Lobas                   | AA Coimbra             |
| 2007 | Agrária Coimbra Basebol | Lobas                  |
| 2006 |                         |                        |
| 2005 | Peloteros Azeméis BBC   | White Sharks Almada BC |
| 2004 |                         |                        |
| 2003 |                         |                        |
| 2002 |                         |                        |
| 2001 | Lisboa                  | BC Tigres de Loulé     |
| 2000 |                         |                        |
| 1999 | ESSA                    | AA Coimbra             |
| 1998 | AA Coimbra              | BC Tigres de Loulé     |
| 1997 | ESSA                    | AA Coimbra             |
| 1996 |                         |                        |
| 1995 | Pioneiros Seixal        | AA Coimbra             |
| 1994 |                         |                        |
| 1993 | Lisbon Casuals SC       | Pioneiros Seixal       |